# Helen Taylor (feminista)
Helen Taylor (Londres, 31 de julio de 1831-Torquay, 29 de enero de 1907) fue una feminista, escritora y actriz inglesa. Ella era la hija de Harriet Taylor Mill y la hijastra de John Stuart Mill. Después de la muerte de su madre, ella vivió y trabajó con Mill, y juntos promovieron los derechos de las mujeres. 
Desde 1876 hasta 1884 (cuando renunció debido a su salud) fue miembro de la Junta Escolar de Londres, donde tuvo programa educativo incluyó la abolición de los aranceles escolares, la provisión de alimentos, calzado y medias para los niños necesitados, la abolición del castigo corporal, clases más reducidas y un gasto mayor en todas las cosas esenciales para el desarrollo del niño y la salud del profesor. En 1881, se unió a la Federación Socialdemócrata. Taylor siempre abogó por el sufragio femenino y se presentó como candidata parlamentaria con una plataforma que incluía leyes justas y mejores para las mujeres, la prevención de la guerra y "menos trabajo y mejor paga" para las clases trabajadoras. No pudo presentarse porque un oficial electoral se negó a recibir los documentos de la nominación o el depósito en efectivo para sus gastos.
Poco después abandonó el trabajo público, debido a su edad y mala salud. Helen Taylor murió allí el 29 de enero de 1907.

## Biografía
Nació en Kent Terrace, Londres, el 27 de julio de 1831. Fue hija única y la menor de tres hijos de John Taylor, farmacéutico mayorista de Mark Lane, y su esposa Harriet, hija de Thomas Hardy de Birksgate. Su familia materna tenía tierras cerca a Kirkburton, Yorkshire, donde habían tenido un señorío durante siglos. Taylor, un hombre de educación, inspiró a su hija con un amor de toda la vida por la historia y un fuerte afecto filial desde una edad temprana. La educación de Helen se llevó a cabo de forma inconexa y privada. Ella era la compañera constante de su madre, quien, debido a su mala salud, viajaba continuamente. Las cartas de la señora Taylor a su hija dan testimonio de una profunda y cercana relación entre los dos.
El padre de Helen murió en julio de 1849 y en abril de 1851 su madre se casó con John Stuart Mill.  Su madre, Harriet Taylor Mill, quería que Helen fuera libre de hacer "lo que ella esperaba que todas las mujeres tuvieran la libertad de hacer algún día: trabajar en un trabajo de su propia elección". Los "experimentos para vivir" que Harriet y John Stuart Mill alentaron en Sobre la libertad comenzaron con su propia hija, Helen. Helen siguió su sueño de convertirse en actriz y se fue a trabajar a Sunderland en 1856 y trabajó como actriz durante dos años.
Su madre, Harriet Taylor Mill, murió el 3 de noviembre de 1858 en el Hotel de l'Europe, Aviñón, cuando se dirigía con su marido al sur de Francia. Para estar cerca de la tumba de su esposa, Mill compró una casa en Aviñón, que posteriormente dio como herencia a Helen Taylor, quien luego de la muerte de su madre se dedicó a trabajar con Mill. Ella no solo se hizo cargo de los asuntos prácticos y de su pesada correspondencia, respondiendo muchas de sus cartas, sino que también pudo haber cooperado en su obra, especialmente en La esclavitud de la mujer. Mill solía decir de todo su trabajo posterior que no era el resultado de una inteligencia, sino de tres: de él mismo, su esposa y su hijastra. Mill murió en 1873.
Taylor, quien había editado en 1872, con una nota biográfica, las obras misceláneas y póstumas de H. T. Buckle, un devoto adherente de la escuela de pensamiento de Mill, editó en 1873 la autobiografía de Mill y en 1874 publicó, con una introducción, sus ensayos, Nature, The Utility of Religion, Theism (Naturaleza, la utilidad de la religión, el teísmo).
La muerte de Mill dejó a Taylor libre para entrar en la vida pública y así promover las reformas políticas y sociales en las que su padrastro y madre habían trabajado. Poseedora de muchos medios, que empleó generosamente en causas públicas, hizo su hogar en Londres, mientras pasaba sus vacaciones en la casa de Aviñón. En todos los temas sus opiniones fueron radicales. Sus principios eran a la vez democráticos y fuertemente individualistas, pero favorecía lo que consideraba practicable en el programa socialista. Era una excelente oradora en público que luchó contra la pobreza y la injusticia.
Mill había rechazado, en 1870, por falta de tiempo, la invitación de la Asociación Radical de Southwark para convertirse en su candidata a la recién creada Junta Escolar de Londres. En 1876, Taylor aceptó una solicitud similar y estuvo al frente de las votaciones después de un conflicto feroz. Aunque un sector de los liberales se oponía a ella por sus opiniones avanzadas, su elocuencia y su personalidad magnética ganaron el apoyo de todos los matices de la fe religiosa y espectro político. Regresó nuevamente al frente de la votación tanto en 1879 como en 1882. Se retiró en 1884 debido a su mala salud, pero durante sus nueve años de servicio apenas se perdió una reunión.
Su programa educativo incluyó la abolición de los aranceles escolares, la provisión de alimentos, calzado y medias para los niños necesitados, la abolición del castigo corporal, clases más reducidas y un gasto mayor en todas las cosas esenciales para el desarrollo del niño y la salud del profesor. Mientras era miembro de la junta, proporcionó de su propio dinero, a través de los maestros y pequeños comités locales, una comida del mediodía y un par de botas útiles para los niños necesitados en Southwark. Ella era un miembro prominente del comité de dotaciones de la junta y consiguió inducir a los comisionados de caridad a restaurar algunas dotaciones educativas a sus propósitos originales.
Una entusiasta defensora de la reforma de las escuelas industriales, puso en evidencia pública en 1882 ciertos escándalos imputados a la Escuela Industrial de St. Paul. El secretario del hogar inició una investigación y se ordenó que la escuela cerrara. En junio de 1882, Thomas Scrutton, miembro de la junta escolar y presidente de su subcomité de escuelas industriales, presentó una demanda por difamación contra ella. Sir Henry Hawkins fue el juez, Sir Edward George Clarke fue el abogado de Taylor, Sir Charles Russell, luego Lord Russell de Killowen, fue el abogado para el demandante. El cuarto día, el 30 de junio, el caso de Taylor se rompió por motivo de justificación, y ella le pagó al demandante £ l000 por consentimiento. El juez reconoció su espíritu público y la exoneró de cualquier maldad personal. Su acción provocó una reforma drástica de las escuelas industriales de Londres.
Al mismo tiempo, se lanzó con igual energía a la política. Actuó en oposición a la política de coacción irlandesa del gobierno liberal de 1880–5, y fue una de las partidarias más enérgicas de la rama inglesa de la Liga de la Tierra de las Damas de Irlanda, presidiendo con frecuencia sus reuniones tanto en Inglaterra como en Irlanda. Anna Parnell, nacionalista irlandesa y hermana menor del líder nacionalista irlandés, Charles Stewart Parnell, fue a menudo su invitada. Las causas de la nacionalización de la tierra y la tributación del valor de la tierra la atrajeron poderosamente. Fue una miembro destacada de la Unión de la Reforma de la Tierra y de la Liga para los impuestos sobre los valores de la tierra, dirigiéndose en su nombre a grandes audiencias, principalmente de hombres trabajadores, tanto en Inglaterra como en Irlanda. Su entusiasmo por la nacionalización de la tierra la llevó a conocer a Henry George, el promotor estadounidense de la política. Se quedó en su casa en South Kensington en 1882. En su opinión, ella era "una de las mujeres más inteligentes que he conocido, si no la más inteligente".
En 1881, la fe de Taylor en la viabilidad de ciertas propuestas socialistas la llevó a participar en las reuniones preliminares para el establecimiento de la Federación Demócrata, la precursora de la Federación Socialdemócrata. Se unió al primer comité ejecutivo. En previsión de los objetivos de la federación, ella había dado apoyo práctico a los candidatos laboristas para el parlamento. Ella asistió personalmente a George Odger, el primer candidato laborista, durante la enfermedad que se llevó su vida en 1877.
Taylor siempre abogó por el sufragio femenino, creyendo que mejoraría la moral de la gente, pero el 15 de agosto de 1878, escribiendo desde Aviñón, negó positivamente el rumor de que tenía la intención de postularse como candidata parlamentaria para Southwark. En 1885, sin embargo, circunstancias especiales la llevaron a ensayar una candidatura parlamentaria. El Sr. W. A. Coote, el secretario de la Asociación de Vigilancia, solicitó la nominación como candidata del partido liberal para Camberwell North, pero finalmente fue apartado por los organizadores del partido. A modo de protesta, Taylor tomó el lugar del Sr. Coote, con Ethel Leach como su agente electoral. Su programa incluía leyes justas y mejores para las mujeres, la prevención de la guerra y "menos trabajo y mejor paga" para las clases trabajadoras. Una carta de apoyo de Henry George defendiendo su candidatura circuló ampliamente durante su campaña. George Jacob Holyoake fue un trabajador activo para ella. Continuó su campaña en medio de mucha turbulencia hasta el día de la nominación, cuando el oficial electoral se negó a recibir los documentos de la nominación o el depósito en efectivo para sus gastos.
Poco después abandonó el trabajo público, debido a su edad y mala salud, y se retiró por unos diecinueve años a su casa en Aviñón, donde invariablemente había pasado sus vacaciones y se había enamorado de la gente por su generosa actitud. El estrés del trabajo se reflejaba en su salud. A fines de 1904, regresó a Inglaterra, y bajo el cuidado de su sobrina Mary Taylor, y se estableció en Torquay. Helen Taylor murió allí el 29 de enero de 1907, y fue enterrada en el cementerio de Torquay.
En 1904, ante la insistencia del político del partido liberal Lord Morley de Blackburn, su sobrina presentó la biblioteca de Mill en Somerville College, Oxford.